# Chrysophyllum hirsutum
Chrysophyllum hirsutum – gatunek drzew należących do rodziny sączyńcowatych. Występuje w Ameryce Środkowej, głównie w Panamie.